# René Malo
Pour les articles homonymes, voir Malo.
René Malo (né le 7 mars 1942 à Joliette) est un producteur de films canadien. Il est le frère de l'animatrice de télévision Reine Malo.

## Biographie
Au collège de Joliette, les Clercs de Saint-Viateur lui font découvrir les arts.
À l'âge de dix-huit ans, avec des amis dont Guy Martin, Pierre Belhumeur, Michel Latendresse, Jacques Plouffe, François Beauchemin, Jean-Claude Joly, Rénald Paré, il convertit une vieille grange de la région de Joliette en boîte à chanson, Le Cabastran. Il y reçoit de nombreux chansonniers et y organise des soirées Jazz, ciné-club et théâtre.
Il produira plusieurs spectacles avec des vedettes telles que Charles Aznavour, Véronique Sanson, Robert Charlebois et Claude Dubois.
En 1967, il fut responsable du Pavillon de la Jeunesse de l'Expo 67 où il a produit les deux mille six cents heures de spectacles.
Au début des années 1970, il fonde Corporation image M&M, une maison de production cinématographique. Il y produit plus de 150 courts et moyens métrages. En 1973, il se sépare de Guy Latraverse et se concentre dans ses activités cinématographiques.
En 1974, il fonde Les Films René Malo, société de distribution cinématographique.
En 1975, il s'associe à Christian Fechner, producteur français. Ils produiront entre autres les  films L'Aile ou la Cuisse (Claude Zidi 1976) avec Louis de Funès, L'Animal (Claude Zidi 1977) avec Jean-Paul Belmondo et Le Ruffian avec Lino Ventura et Claudia Cardinale. Il commence alors à produire des longs métrages québécois : Panique (Jean-Claude Lord, 1977), L'Homme à tout faire (Micheline Lanctôt, 1980), Sonatine (Micheline Lanctôt, 1983).
Il renforce sa position sur le marché de la distribution en intégrant verticalement la production, la distribution et la promotion. En 1983, il acquiert la plus importante compagnie indépendante de distribution au Canada, Films Mutuels. La même année, il fonde deux sociétés de distribution de cassettes vidéo, René Malo Vidéo destinée au marché du Québec et New World Video pour le marché canadien.
En 1987, il crée avec Pierre David la société Image Organisation, une société de vente à l'étranger de productions cinématographiques. La même année, il restructure ses sociétés qui deviendront Groupe Malofilm regroupant Malofim Distribution, Malofilm Production, Malofilm Vidéo, New World video, Image Organisation et Lance Entertainment.
Après le succès international du film Le Déclin de l'empire américain réalisé par Denys Arcand  dont il est le coproducteur et le distributeur, il revient en force dans la production québécoise en produisant entre autres: Tinamer (Jean-Guy Noël, 1987), Les Tisserands du pouvoir (Claude Fournier 1988) et Les Portes tournantes (Francis Mankiewicz, 1988). Il produira aussi de nombreux films en Anglais, dont ¨Internal Affair¨ avec Richard Gere et Andy Garcia.
En 1996, il vend le Groupe Malofilm et crée le Groupe Laurem ainsi que La Fondation René Malo.

## Mécénat

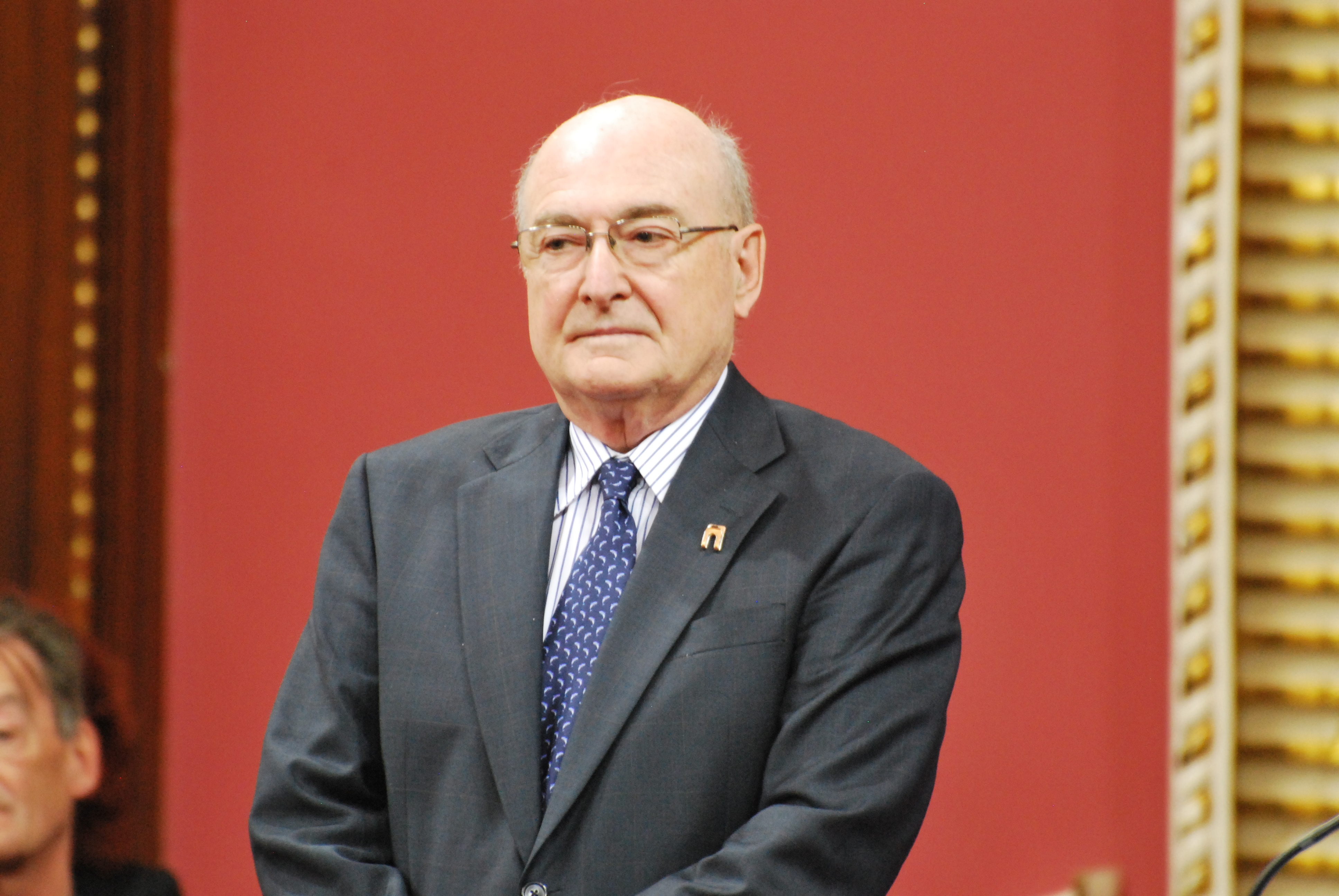
René Malo en 2013

La Fondation René Malo vient en aide principalement aux organismes consacrés aux enfants et à la culture.
À partir d'une contribution de la fondation René Malo, l'Université du Québec à Montréal a créé en 2006 la Chaire René-Malo en cinéma et en stratégies de production culturelle dirigée par Paul Tana.
En 2013, il est nommé chevalier de l'Ordre national du Québec. La même année, il reçoit un doctorat honoris causa  en communication de l'Université du Québec à Montréal.